# انصار الشام
انصار الشام یک گروه اسلامگرا و درگیر در جنگ داخلی سوریه است که از اعضای ائتلاف جبهه اسلامی در سوریه به شمار می رود. این گروه در استان لاذقیه و ادلب فعال است.